# Медведицков, Александр Юрьевич
Александр Медведицков - является российским профессиональным боулером. Единственный человек из России, играющий в PBA (Professional Bowlers Association). Александр  является  мастером спорта по боулингу и обладателем ряда чемпионских званий.

## Биография
Александр Медведицков начал заниматься боулингом в 2000 году. До 2022 года – член команды «Elite Team», с 2007 года играл в PBA турах. С 2023 года - действующий член команды «Ultimate Team». Регулярно тренировался с одним из лучших тренеров мира по боулингу Роном Хоппе. Действующий тренер - Fred Borden.

## Спортивные достижения
Из достижений Александра стоит упомянуть следующие: 3 место на юношеском первенстве России (2003 г.), первое место на 7-м командном чемпионате России (февраль 2005 г.), третье место на Кубке «Боулинг Сити»  Brunswick (февраль 2005 г.). Также Александр входил в состав  Сборной России на юношеском чемпионате Европы 2005, 2006, 2007 г., а с 2008 является членом взрослой сборной России

### Спортивные достижения на Европейском уровне
На 16-м этапе Евротура – турнире Chandra Open, - который завершился в Нидерландах, российский участник Александр Медведицков занял 5-е место.  В третьем этапе финала он набрал 2641 очко (средний 224.92), пропустив вперед француза Жоана Аликса (1 место), англичанина Стюарта Уильямса (2 место), финна Оску Палермаа (3 место) и нидерландскую участницу Лизанн Бресхотен (4 место). После турнира Chandra Open Александр занял 17-ю строчку европейского боулинг-рейтинга
Александр Медведицков вступил в лидирующей позиции в квалификации BNC Open в BNC Bowling Center в Братиславе, Словакия. Сыграв партии 233, 210, 210, 257, 216 и 226 ; итого 1352 (225.32 средний)

### Чемпионат России

#### 2023
С 29 апреля по 5 мая 2023 года, в городе Красноярск, прошёл чемпионат России по боулингу. В чемпионате приняли 186 спортсменов из 14 субъектов Российской Федерации. В составе команды (5 человек) от Республики Татарстан, Медведицков Александр завоевал серебро.

#### 2022
С 1 по 8 мая, в городе Санкт-Петербург, состоялся Чемпионат России 2022. В соревновании приняли 186 спортсменов из 15 субъектов Российской Федерации. В составе команды (5 человек) от Республики Татарстан, Медведицков Александр стал победителем чемпионата России, завоевав золото.

#### 2021
8 мая завершился чемпионата России по боулингу 2021, который проходил в городе Новосибирск. Участие в соревнованиях приняло 208 спортсменов из 16 субъектов Российской Федерации. Медведицков Александр завоевал серебро в парном зачёте и золото в команде (5 человек) от Республики Татарстан.

### Первый в истории
9 июня, 2023 года Александр Медведицков вошёл в историю боулинга; как первый боулер, который бросил максимальный результат 300 в прямом эфире на Федеральном телевидении России . Матч полуфинала Континентальной Лиги Боулинга (КЛБ) был показан по федеральному каналу МАТЧ ТВ.

## Стиль игры
Правша, играет в агрессивном стиле. Использует шары Storm, Brunswick.